# 费莱马西伊
费莱马西伊（法語：Fay-lès-Marcilly，法語發音：[fɛ lɛ maʁsiji]）是法国奥布省的一个市镇，属于塞纳河畔诺让区。

## 地理
费莱马西伊（48°24'10"N, 3°36'9"E）面积5.76 平方千米，位于法国大東部大區奥布省，该省份为法国中北部省份，北起马恩省，西接塞纳-马恩省，西南至约讷省，东南至科多尔省，东临上马恩省。
与费莱马西伊接壤的市镇（或旧市镇、城区）包括：阿旺莱马西伊、阿翁拉佩兹、布尔德奈、沙尔穆瓦、里尼拉诺讷斯。

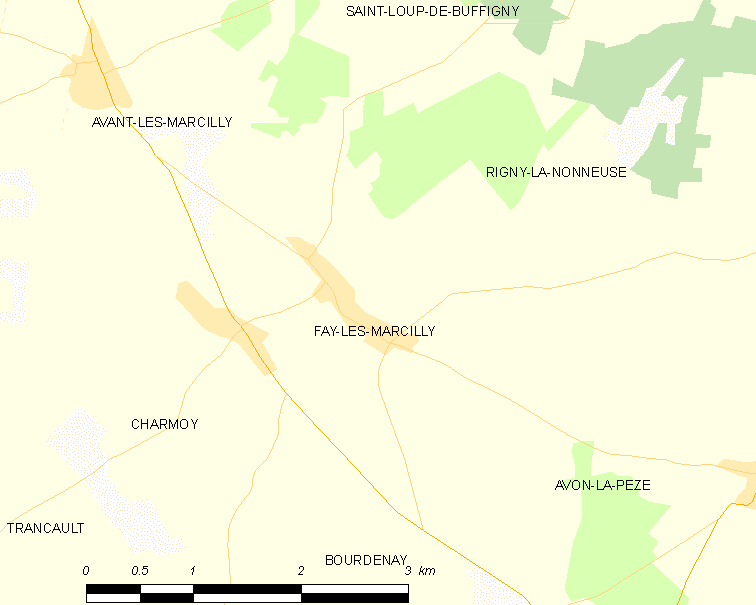
费莱马西伊的OSM定位图

费莱马西伊的时区为UTC+01:00、UTC+02:00（夏令时）。

## 行政
费莱马西伊的邮政编码为10290，INSEE市镇编码为10146。

## 政治
费莱马西伊所属的省级选区为圣利耶县。

## 人口

1962-2008年间费莱马西伊人口变化图示

费莱马西伊于2022年1月1日时的人口数量为84人。